# Tsivilsk
Tsivilsk (Russisch: Цивильск, Tsivilsk; Tsjoevasjisch: Ҫӗрпу, Şěrpoe) is een stad in Russische autonome republiek Tsjoevasjië. De stad ligt op 37 kilometer van de tsjoevasjische hoofdstad Tsjeboksary aan de kruising van de autowegen van Nizjni Novgorod naar Kazan en van Tsivilsk naar Oeljanovsk. Tsivilsk is het bestuurlijk centrum van het gemeentelijk district Tsivilski.
| 1897  | 1939  | 1959  | 1970  | 1979  | 1989   | 2002   |
| ----- | ----- | ----- | ----- | ----- | ------ | ------ |
| 2.300 | 5.100 | 5.900 | 7.400 | 8.000 | 10.053 | 12.967 |

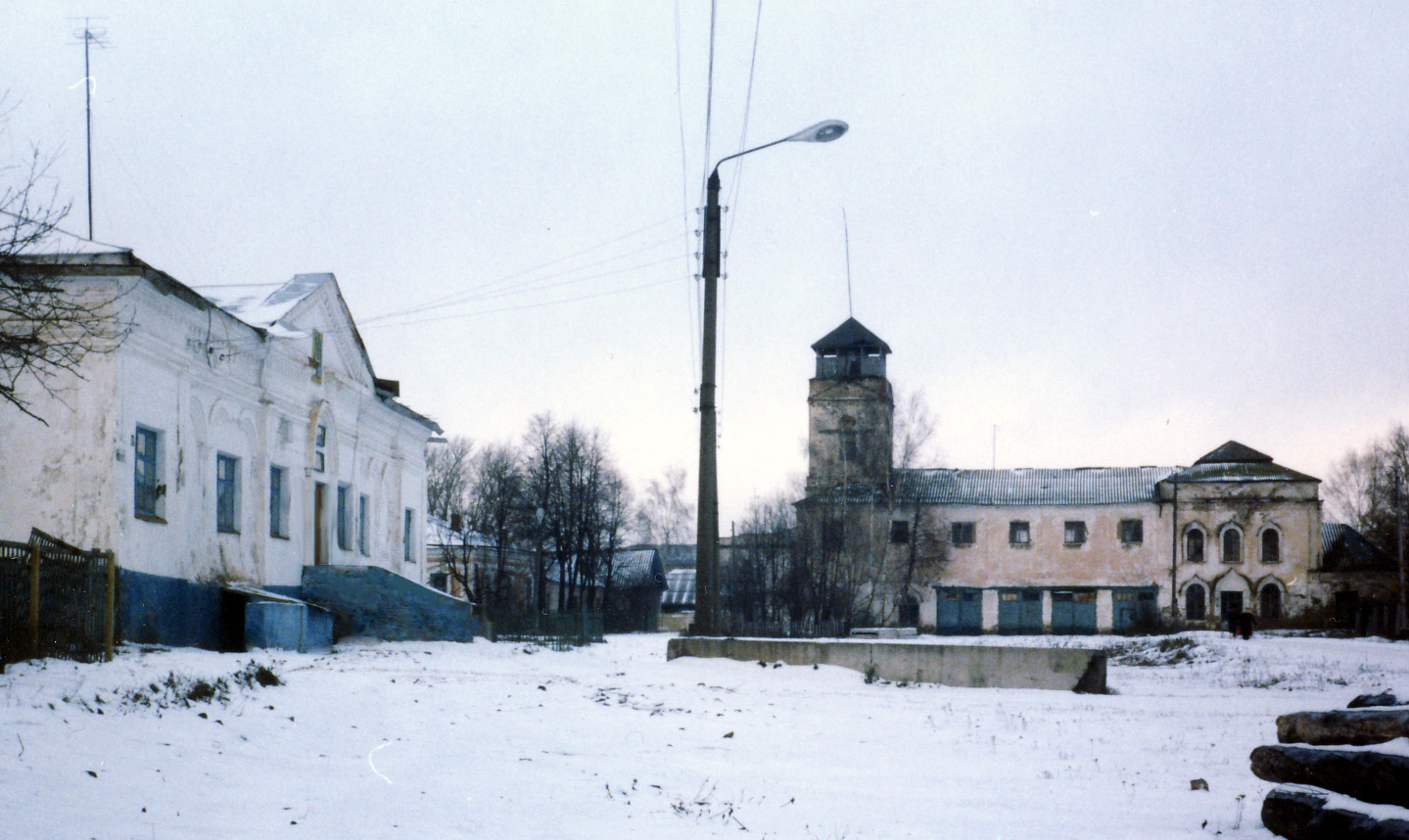
Tsivilsk, stadscentrum

Bestuurlijk centrum: Tsjeboksary

Alatyr · Jadrin · Kanasj · Kozlovka · Mariinski Posad · Novotsjeboksarsk · Sjoemerlja · Tsivilsk